# Rally van Ieper 2023
De Rally van Ieper 2023, officieel Ardeca Ypres Rally 2023, is de 59ste editie van de Rally van Ieper die plaats vond op 23 en 24 juni 2023. Deze editie werd gewonnen door de Fransman Adrien Fourmaux die genavigeerd werd door de Fransman Alexandre Coria.

## Verreden kampioenschappen en proeven
De rally vormde dit jaar een onderdeel van het Belgisch Kampioenschap Rally alsook het Brits Kampioenschap Rally. Na de twee voorgaande edities, behoorde de 59ste editie niet tot het wereldkampioenschap rally. Hierdoor werd de traditie hersteld en werd de shakedown in Nieuwkerke gereden op donderdag en de effectieve wedstrijd op vrijdag en zaterdag in het 4de weekend van juni. Er werden 18 klassementsproeven afgelegd tegen de klok.

## Overzicht van de rally
| Dag           | Proef       | Naam               | Lengte          | Winnaar           | Tijd   | Wedstrijdleider   |
| ------------- | ----------- | ------------------ | --------------- | ----------------- | ------ | ----------------- |
| Dag 1 23 juni | KP1         | Westouter 1        | 7.32 km         | Stéphane Lefebvre | 4:10.3 | Stéphane Lefebvre |
| Dag 1 23 juni | KP2         | Kemmelberg 1       | 13.31 km        | Stéphane Lefebvre | 7:30.2 | Stéphane Lefebvre |
| Dag 1 23 juni | KP3         | Mesen-Middelhoek 1 | 7.08 km         | Adrien Fourmaux   | 4:05.3 | Stéphane Lefebvre |
| Dag 1 23 juni | KP4         | Langemark 1        | 9.44 km         | Adrien Fourmaux   | 4:40.9 | Stéphane Lefebvre |
| Dag 1 23 juni | KP5         | Westouter 2        | 7.32 km         | Stéphane Lefebvre | 4:06.3 | Stéphane Lefebvre |
| Dag 1 23 juni | KP6         | Kemmelberg 2       | 13.31 km        | Stéphane Lefebvre | 7:26.3 | Stéphane Lefebvre |
| Dag 1 23 juni | KP7         | Mesen-Middelhoek 2 | 7.08 km         | Freddy Loix       | 4:03.5 | Adrien Fourmaux   |
| Dag 1 23 juni | KP8         | Langemark 2        | 9.44 km         | Adrien Fourmaux   | 4:39.8 | Adrien Fourmaux   |
| Dag 2 24 juni |             |                    |                 |                   |        | Adrien Fourmaux   |
| KP9           | Reninge 1   | 15.00 km           | Adrien Fourmaux | 8:15.5            |        | Adrien Fourmaux   |
| KP10          | Watou 1     | 11.48 km           | Adrien Fourmaux | 6:23.0            |        | Adrien Fourmaux   |
| KP11          | Dikkebus 1  | 11.46 km           | Adrien Fourmaux | 6:27.6            |        | Adrien Fourmaux   |
| KP12          | Hollebeke 1 | 22.32 km           | Adrien Fourmaux | 12:19.7           |        | Adrien Fourmaux   |
| KP13          | Reninge 2   | 15.00 km           | Chris Ingram    | 8:17.0            |        | Adrien Fourmaux   |
| KP14          | Watou 2     | 11.48 km           | Chris Ingram    | 6:22.1            |        | Adrien Fourmaux   |
| KP15          | Dikkebus 2  | 11.46 km           | Chris Ingram    | 6:24.3            |        | Adrien Fourmaux   |
| KP16          | Hollebeke 2 | 22.32 km           | Freddy Loix     | 12:16.9           |        | Adrien Fourmaux   |
| KP17          | Reninge 3   | 15.00 km           | Maxime Potty    | 8:15.4            |        | Adrien Fourmaux   |
| KP18          | Watou 3     | 11.48 km           | Maxime Potty    | 6:17.6            |        | Adrien Fourmaux   |